# Vse manj je dobrih gostiln
»Vse manj je dobrih gostiln« je skladba in dvojni singel Andreja Šifrerja iz leta 1980, ki je hkrati napisal tudi glasbo in besedilo.

## Snemanje
Aranžma je napisal Dave Cooke, skladbo so pa posneli v studiu Akademik. Skladba je bila izdana na istoimenskem dvojnem singlu pri založbi ZKP RTV Ljubljana in na dvojnem albumu Ideje izpod odeje leta 1981.

## Zasedba

### Produkcija
- Andrej Šifrer – glasba, besedilo
- Dave Cooke – aranžma, producent
- Miro Bevc ali Aco Razbornik (ni jasno) – tonski snemalec

### Studijska izvedba
- Andrej Šifrer – vokal
- Dave Cooke – kitara
- Martin Žvelc  – harmonika
- Čarli Novak – bas kitara
- Ratko Divjak – bobni

## Dvojna mala plošča

#### 7" vinilka (plošča 1)
- »Moj oče« (A-stran) – 3:06
- »Vse manj je dobrih gostiln« (B-stran) – 3:40

#### 7" vinilka (plošča 2)
- »Debeluhi« (A-stran) – 2:29
- »Moja dama« (B-stran) – 2:50